# バーチャル社会のもたらす弊害から子どもを守る研究会
バーチャル社会のもたらす弊害から子どもを守る研究会（バーチャルしゃかいのもたらすへいがいからこどもをまもるけんきゅうかい）は、2006年4月10日に設置された警察庁の私的研究会。
コンピュータゲームやインターネット上のウェブサイトにおける性表現や暴力表現の情報が脳の働きや人格形成にどのような影響を与えるかを月一回程度の割合で議論し、同年12月25日に最終報告書を公表した。

## 報告書の概要
（9月の報告書）「携帯電話がもたらす弊害から子どもを守るために」
本研究会では緊急に特別な対策が必要であるとの考え方に立ち、次の4つの方向性について検討を進めた。
1. 携帯電話が子供にもたらす弊害、被害の防止に関する教育、意識啓発
2. 子供が利用するのにふさわしい携帯電話しか持たせない仕組みの構築（利用者側の措置）
3. 子供に見せたくない情報を携帯電話に流させないようにする仕組みの構築（発信者側の措置）
4. 子供に携帯電話を持たせない仕組みの構築

そして、携帯電話が子供にもたらす危険性を十分認識した上で、既に第3で整理した対策の課題を克服するため、次のような方向性で緊急に対策をとることが必要であるということについて、概ね意見の一致を見た。
1. 子供に携帯電話を持たせるかどうか、持たせるとしても、どのような機能の付いたものを持たせるかについて、保護者、学校等の議論を喚起し、社会的なコンセンサスづくりを早急に進める必要がある。
2. 子供と携帯電話の関係についての社会的コンセンサスを背景として、携帯電話がもたらす危険性や子供に安全な携帯電話を持たせることの必要性等について子供や保護者の間での理解が深まるよう、取組を広範・緊急に進めるべきである。
3. 携帯電話会社等に対し、「子供を守る」という取組方針の下、子供に携帯電話を提供する際には子供が違法・有害情報に触れないものを提供するなど、対策の格段の強化を求めていくべきである。

## 構成員
※肩書は開催当時。
- 前田雅英（首都大学東京都市教養学部長/刑法・刑事訴訟法）※座長
- 下田博次（群馬大学社会情報学部大学院教授/情報メディア論）※座長代理
- 相原佳子（弁護士）
- 姉崎昭義（日本PTA全国協議会環境対策委員会副委員長）
- 江川紹子（ジャーナリスト）
- 岡田尊司（京都医療少年院精神科医・小説家）※「脳内汚染」著者
- 玄田有史（東京大学社会科学研究所准教授）※「ニート」概念を日本に紹介
- 小林寿一（科学警察研究所犯罪行動科学部少年研究室長）
- 坂元章（お茶の水女子大学文教育学部教授/社会心理学）
- 素川富司（文部科学省スポーツ・青少年局長）※～第4回
- 竹花豊（警察庁生活安全局長・前東京都副知事）
- 樋口修資（文部科学省スポーツ・青少年局長）※第5回～
- 藤岡淳子（大阪大学大学院人間科学研究科教授/非行臨床心理学）
- 藤川大祐（千葉大学教育学部准教授/教育方法学）
- 義家弘介（横浜市教育委員）※通称「ヤンキー先生」

### オブザーバー
- 有松正洋（文部科学省スポーツ・青少年局青少年課長）
- 田代裕昭（内閣府政策統括官（共生社会政策担当）付参事官）

## 研究会周辺の関連事項
日本テレビによる報道に対する抗議
研究会の第1回会合が開かれた2006年4月10日に、日本テレビで放送された「NNN Newsリアルタイム」や「NNNきょうの出来事」において、アニメやアダルトゲームの愛好者が性犯罪者予備軍であるかのように強調する報道が行われたとして、同局や放送倫理・番組向上機構（BPO）に対して抗議が殺到した。
また、上記の番組内で、女性記者に男性向けアダルトゲームを体験させると言う局ぐるみの公開セクハラではないかと疑われる手法が用いられたことに関しても抗議の声が挙がり、BPOサイト内「青少年委員会への視聴者からの意見の概要」や「放送番組に関する視聴者意見の概要」においてこうした意見が取り上げられている。
バーチャル社会のもたらす弊害から子どもを守る県連絡会
福井県は本研究会の最終報告を受けて2007年2月に「バーチャル社会の弊害から子どもを守る福井県連絡会」を設置した。